# Blueprint (film)
Pour les articles homonymes, voir Blueprint (homonymie).
Pour plus de détails, voir Fiche technique et Distribution.
Blueprint est un film allemand réalisé par Rolf Schübel (de) en 2003. Inspiré du roman éponyme de Charlotte Kerner, le film interroge le clonage dans sa dimension éthique.

## Synopsis
Iris Sellin est une pianiste de renommée mondiale qui apprend qu'elle souffre de sclérose en plaques, une maladie dégénérative du système nerveux qui va la rendre à terme incapable de jouer. Elle approche alors son ami le Dr Martin Fischer, un chercheur en biomédecine reproductive, et lui demande de l'aider à faire une fille qui sera un clone d'elle-même. Même si le clonage est illégal, le Dr Fischer, tout à ses rêves de démiurge, accepte...

## Fiche technique
Sauf indication contraire, les informations mentionnées dans cette section peuvent être confirmées par la base de données cinématographiques IMDb,  présente dans la section « Liens externes ».
- Titre original allemand : Blueprint[2]
- Réalisation : Rolf Schübel (de)
- Scénario : Claus Cornelius Fischer (de) d'après le roman homonyme de Charlotte Kerner
- Photographie : Holly Fink (de)
- Montage : Ursula Höf (de)
- Musique : Detlef Petersen
- Costumes : Peri de Bragança
- Production : Michael André, Nikola Bock, Gabriele Mattner, Andrea Terres, Joe Thornton, Heike Wiehle-Timm
- Société de production : Relevant Film (de)
- Pays de production :  Allemagne
- Langue originale : allemand
- Format : Couleur - Son Dolby Digital
- Durée : 113 minutes (1 h 43)
- Genre : Science-fiction et drame
- Dates de sortie :
  - Allemagne : 8 décembre 2003

## Distribution
- Franka Potente : Iris / Siri Sellin
- Nina Gummich (de) : Siri (à 8 ans)
- Karoline Teska (de) : Siri (à 13 ans)
- Hilmir Snær Guðnason : Greg
- Ulrich Thomsen : Prof. Martin Fischer
- Justus von Dohnányi : Thomas Weber
- Katja Studt (de) : Daniela Hausmann
- Wanja Mues : Janneck Hausmann
- Ole Puppe (de) : Kristian
- Rita Leska (de) : La commerçante